# Constructorul Bob: Proiect, clădiți!
Constructorul Bob: Proiect, clădiți! este titlul seriilor 10–16 din serialul pentru copii Constructorul Bob. În acest sezon Bob, împreună cu echipa sa, se mută în Valea Floarea Soarelui, unde el face tot posibilul să modernizeze acest loc.